# Малые Блины
Малые Блины — опустевшая деревня в Верхошижемском районе Кировской области в составе Калачиговского сельского поселения. 

## География
Находится на расстоянии примерно 22 км на восток по прямой от райцентра посёлка Верхошижемье. 

## История
Известна с 1762 года как Займище над Кремешным ключем с 22 жителями, принадлежала Успенскому Трифонву монастырю. В 1873 году здесь (займище над Кремянным ключем или Блины) было учтено дворов 16 и жителей 149, в 1905 21 и 149, в 1926 (уже деревня Малые Блины или Кузнечные или Над Кременным Ключем) 29 и 154, в 1950 23 и 87, в 1989 уже не осталось постоянных жителей. Нынешнее название утвердилось с 1939 года. 

## Население
Постоянное население не было учтено как в 2002 году, так и в 2010.